# Bruine aardkruiper
De bruine aardkruiper (Geophilus carpophagus) is een duizendpotensoort uit de familie van de Geophilidae. De wetenschappelijke naam van de soort werd in 1814 voor het eerst geldig gepubliceerd door William Elford Leach.

## Beschrijving
De bruine aardkruiper wordt tot 60 millimeter lang en heeft een oranje/bruin lichaam met een kenmerkend paarsachtig gemarmerd patroon (ook te zien bij de Henia vesuviana). Mannetjes van deze soort hebben 51 tot 55 paar poten; vrouwtjes hebben 53 tot 57.

## Verspreiding en leefgebied
De bruine aardkruiper wordt het meest aangetroffen in Zuidoost-Engeland, hoewel er ook exemplaren zijn gevonden op het vasteland van Europa, Noord-Afrika en de Canarische Eilanden. In 2018 werd een levensvatbare populatie ontdekt in Finland. In het noorden van Engeland alleen aan de kust, waar hij te vinden is op kliffen boven de vloedlijn. Buiten de kust wordt hij meestal 1 meter of meer boven de grond aangetroffen in rotsen, muren, gebouwen en bomen. G. carpophagus heeft schijnbaar een sterker hechtvermogen dan G. easoni, vermoedelijk om te helpen bij het klimmen. G. carpophagus nestelt op drogere plaatsen dan de meeste andere Britse Geophilomorpha-soorten, wat verband kan houden met de kleinere omvang en het aantal coxale poriën vergeleken met G. easoni.